# あそ1962
あそ1962（あそ いちきゅうろくに）は、九州旅客鉄道（JR九州）が熊本駅 - 宮地駅間を豊肥本線経由で運行していた臨時快速列車である。第10回ブルネル賞（車両部門奨励賞）受賞。

## 概要
2005年（平成17年）に運転を終了した「SLあそBOY」の実質的な後継列車として、2006年（平成18年）7月22日に運行を開始した。
急行形気動車のキハ58系気動車2両を昭和30年代をイメージした内外装にリニューアルした上で専用車両として使用する。「あそBOY」と同様、例年3月から11月の土曜・休日・長期休暇期間に1日1往復運行され、午前中に熊本駅を出発して午後に熊本駅に戻る。
愛称名の「あそ1962」は、車両のキハ58 139の製造年1962年（昭和37年）に由来する。全席座席指定席で自由席は連結されていない。
2010年（平成22年）12月26日の運転をもって、運行を終了した（後述）。

## 運行概況
「あそBOY」と同様、熊本 - 宮地間を約2時間で走行する。列車はワンマン運転であり車掌は乗務しないが、客室乗務員が乗務し車内改札や車内販売、運転案内放送や観光案内放送などを行う。写真撮影用の「あそ1962」の文字が入ったプレートやスタンプなどがあり、乗客が撮影する際は客室乗務員が手伝う。車内では昭和30年代の映像やTVCMなどが流されている。
下り列車ではこの列車特製の弁当「阿蘇のうなり弁当」を販売する。これはこの列車用に考案し、終点の宮地駅がある阿蘇市内の数店舗が共同で製造する。弁当の購入には乗車日の2日前までに、乗車券・指定席券購入と同時に予約が必要である。なお名前になっている「うなり」とは「宇奈利」と書き、同じく宮地駅近くにある阿蘇神社の御田植神幸祭（通称「おんだまつり」）で神に差し出すお膳のことを指す。
熊本駅と阿蘇駅、宮地駅のみ予約制で自転車を持ち込むことができる。

### 停車駅
熊本駅 - 新水前寺駅 - 水前寺駅 - 武蔵塚駅 - 光の森駅 - 肥後大津駅 - 立野駅 - 赤水駅 - 内牧駅 - 阿蘇駅 - いこいの村駅 - 宮地駅
下り列車は立野駅で約20分程度停車する。この停車時間に女性客室乗務員の案内で立野駅から出発する南阿蘇鉄道高森線の立野橋梁を見ることができる。

## 使用車両
キハ58 139およびキハ28 2401の2両を小倉工場（現・小倉総合車両センター）で改造した。キハ58 139は1962年（昭和37年）に日本車輌製造製で、ペアを組むキハ28 2401は1965年（昭和40年）に新潟鐵工所製造。
改造前と同様、熊本車両センターに配置されていた。改造後は切り離して別運用に就いた実績がなく、ほぼ固定編成を固持していた。
デザインは水戸岡鋭治の手による。車体外装は黒地に金色帯の塗装に塗り替えられており、前面貫通扉にロゴマークが入っている。車内は木のぬくもりを演出した内装に改造された。座席モケットが茶色系のものに張り替えられ、各ボックスに固定式の大形テーブルを設置しているほか、床面はフローリングとなり、車内側面化粧板はこげ茶色のものに取り替えられている。また2両とも客室連結面側の約3分の1の座席を撤去し、5台分の自転車固定装置およびテーブルを設置し、サイクルスペース兼フリースペースとしている。このため1両あたりの定員は従来より24名減って60名となった。

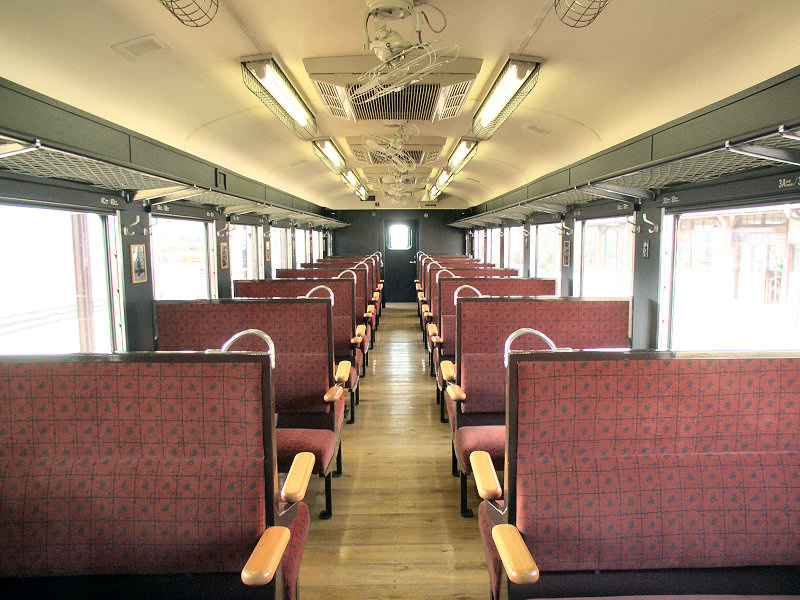
キハ28 2401（車内）
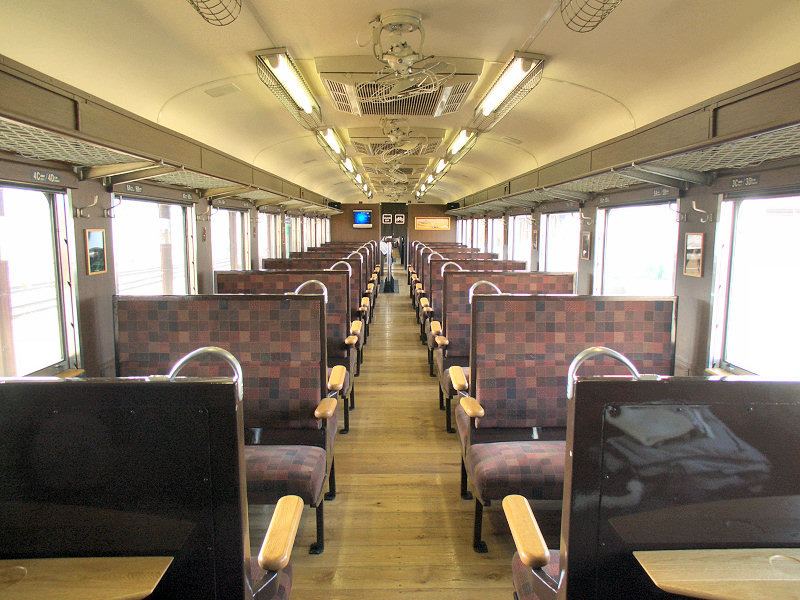
キハ58 139（車内）
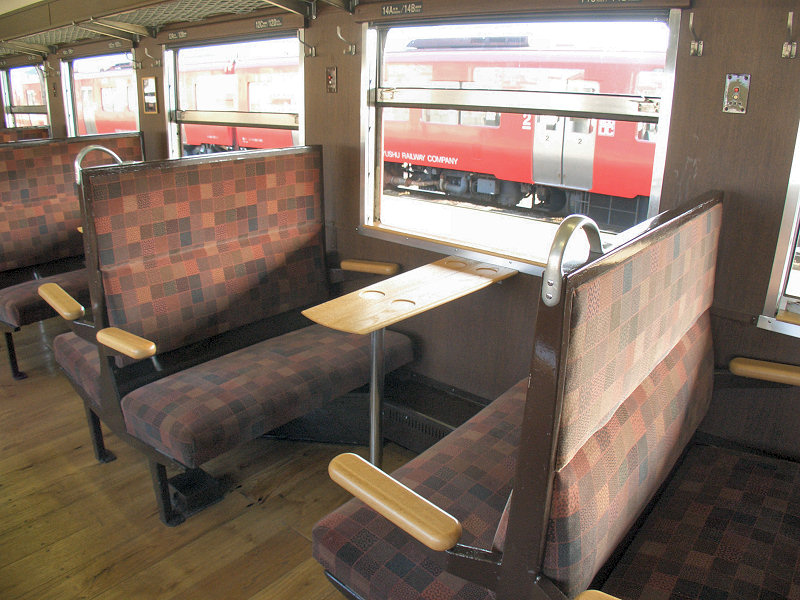
キハ58 139（ボックスシート）
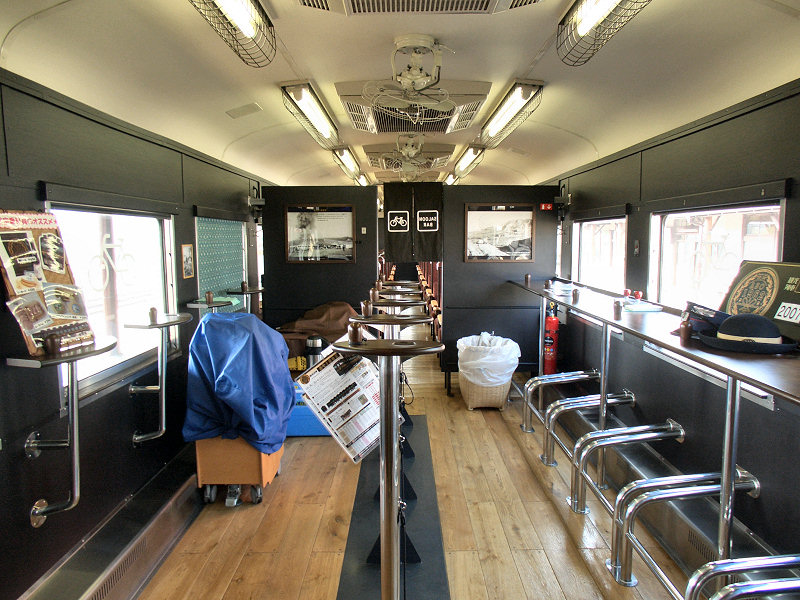
キハ28 2401（サイクルスペース）
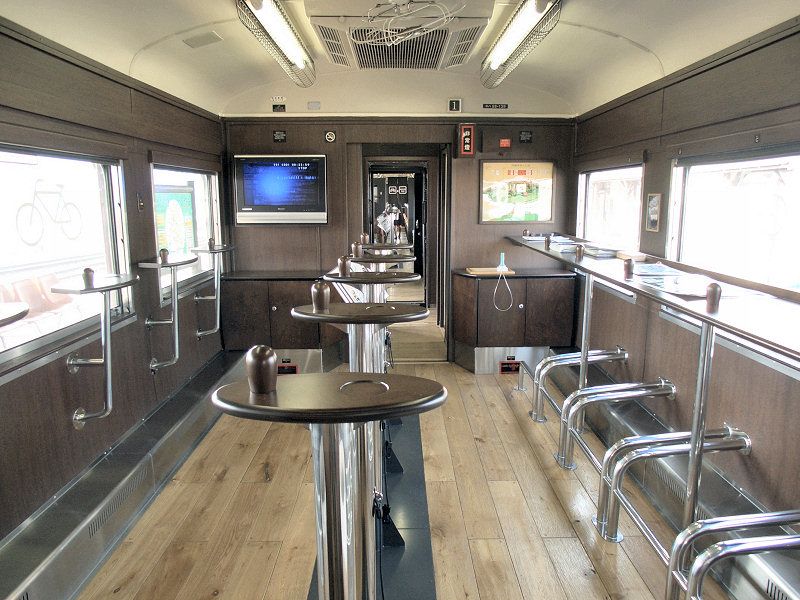
キハ58 139（サイクルスペース）
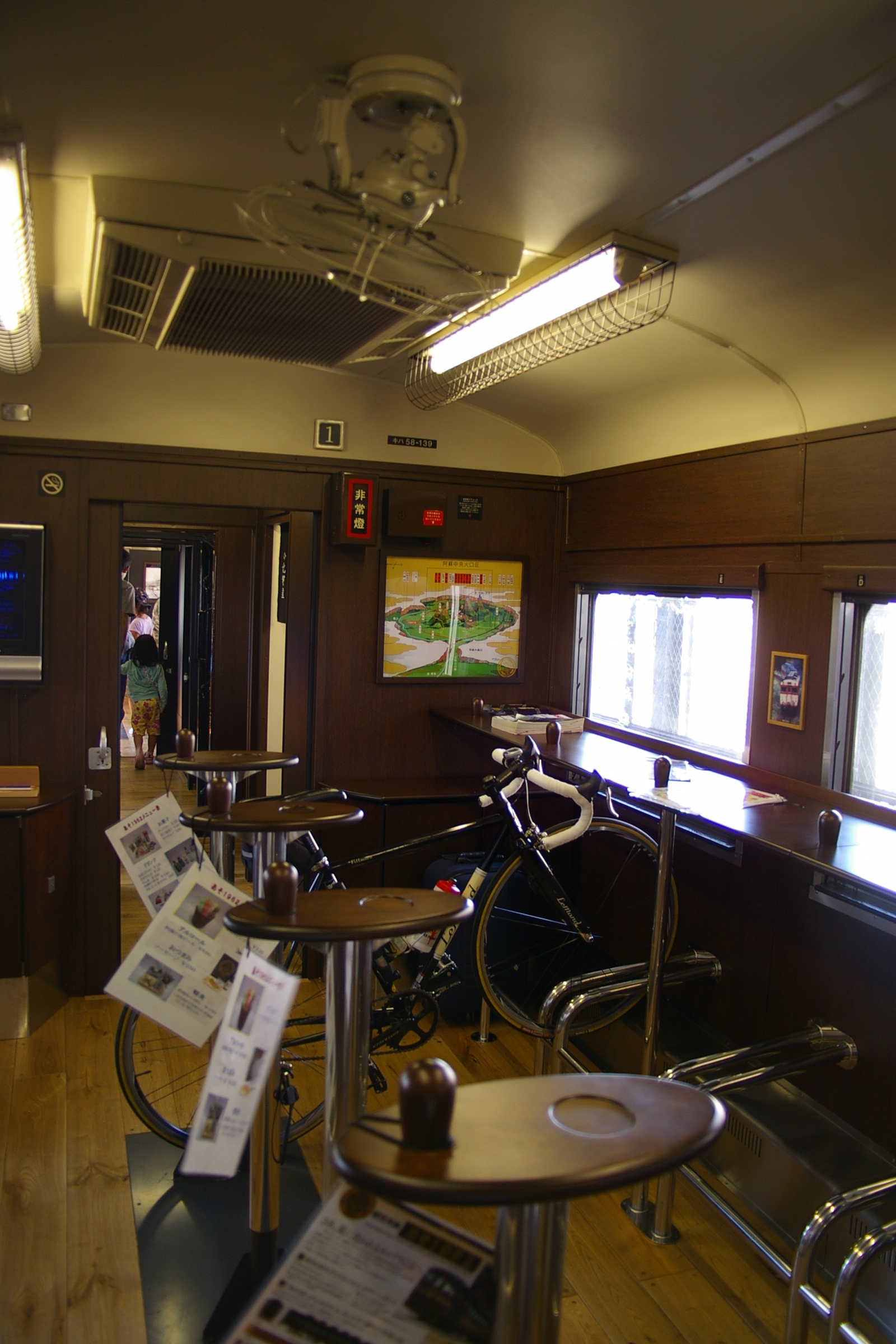
各車両の車内車端部にサイクルスペースが設置されている
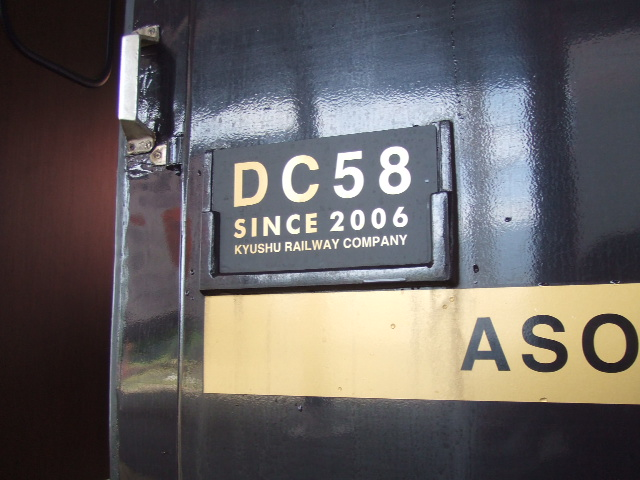
出入口の銘板（2007年8月）
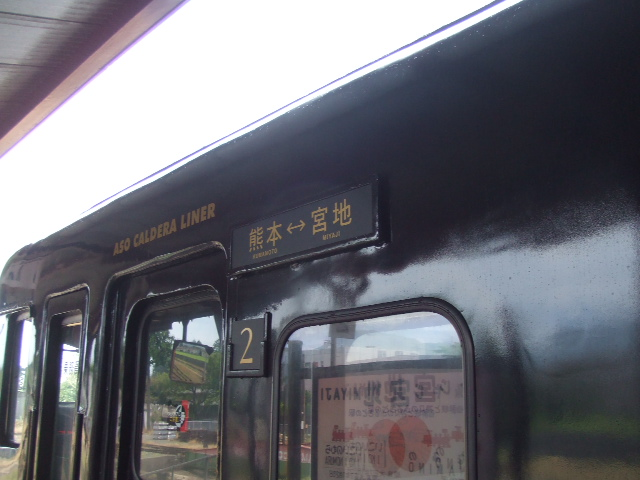
側面行先表示（2007年8月）

## 運行終了
九州新幹線が全通する2011年（平成23年）以降、「あそ1962」を廃止し、代替として熊本 - 宮地間に観光特急「あそぼーい!」を新設し、「ゆふDX」に使用していたキハ183系1000番台を改造して投入することが決定した。「あそ1962」は運転期間を当初の予定から延長して2010年12月26日までとし、同日の運行をもって運行終了した。
2010年11月からは記念乗車券の発売・記念乗車証の贈呈・記念スタンプの設置などの廃止記念企画が実施されていた。
運行最終日には、熊本駅で引退記念の出発式が行われた。

## その他
「あそ1962」として運行しない日は九州各地への臨時列車や快速、三角線のビール列車などに使用された実績を残し、2008年（平成20年）9月30日には九州各地に当時在籍していたキハ58形全車（筑豊篠栗鉄道事業部・キハ28 2444＋キハ58 716、大分鉄道事業部大分車両センター・キハ58 569＋キハ65 36）の6両で熊本 - 吉松間の団体列車として最初で最後の運行実績を持ち、当車両は人吉・吉松方の先頭に就いた。
前述した「あそ1962」の運行終了後も、臨時列車や鹿児島車両センターで開催していた鉄道塾への貸出などで使用されていたが、2010年代に入ると稼働することが全くなくなり、事実上保留車状態で2017年（平成29年）3月まで熊本車両センターで2両とも保留車として在籍し保管されていた。長年屋外に留置している影響で車体外板の老朽化が激しく、エンジンは時折稼働している反面、機器類の部品調達が難しいことから休車状態が続いていた。
また、旧TORO-Qで大分鉄道事業部大分車両センター所属だったキハ58 569が2015年（平成27年）3月に廃車・解体されたため、当時は当編成が「原型の車体と新製時からのDMH17H型エンジンを搭載し、JRで車籍を持つキハ58系」の九州管内だけでなく全国で最後の2両となっていた。
その後、2018年（平成30年）3月30日から31日にかけて2両ともDE10 1753・1206の牽引により小倉総合車両センターへと老朽化による廃車を前提とした回送がなされ
、2019年（平成31年）1月に正式に廃車、解体された。
この2両の廃車解体により、全JRで籍を持つ「キハ58形」は盛岡に配置されている訓練車のキハ58 75の保留車1両のみとなったが、これも2020（令和2）年11月30日付で廃車になり、これによってキハ58形は正式に形式消滅した「廃形式」となった。